# Forma modulare
In matematica, una forma modulare è una funzione olomorfa sul semipiano superiore complesso che verifica un'equazione funzionale rispetto all'azione di particolari sottogruppi del gruppo modulare e che soddisfa alcune condizioni di crescita.
La teoria delle forme modulari è parte dell'analisi complessa ma le sue applicazioni principali sono nell'ambito della teoria dei numeri. Le forme modulari compaiono anche in altre aree della matematica e della fisica teorica, come la topologia algebrica e la teoria delle stringhe.
La teoria delle forme modulari è un caso particolare della più generale teoria delle forme automorfe.

## Descrizione informale
Le forme modulari sono oggetti matematici con infiniti gradi di simmetria (rotazione, traslazione). La caratteristica principale delle forme modulari (che determina poi gli infiniti gradi di simmetria) è che esse sono espresse attraverso quattro dimensioni, le cui coordinate sono date da numeri complessi. Infatti se ad un oggetto comune (come un quadrato) corrispondono due dimensioni {\displaystyle (x,y)}, ad una forma modulare corrispondono sì due dimensioni, ma a ciascuna di queste corrisponde un piano complesso, ovvero un piano definito da un asse reale e uno immaginario; avremo quindi il piano {\displaystyle (X_{r};X_{i})} e {\displaystyle (Y_{r};Y_{i})}. Questo rende impossibile disegnare il grafico di una forma modulare.

## Forme modulari per SL2(Z)
Una forma modulare di peso {\displaystyle k} per il gruppo
{\displaystyle {\text{SL}}_{2}(\mathbf {\mathbb {Z} } )=\left\{\left({\begin{array}{cc}a&b\\c&d\end{array}}\right),a,b,c,d\in \mathbb {Z} ,ad-bc=1\right\}}
è una funzione {\displaystyle f} definita sul semipiano superiore complesso {\displaystyle {\mathcal {H}}=\{z\in \mathbb {C} ,{\text{Im}}(z)>0\}} a valori nell'insieme dei numeri complessi che soddisfa tre condizioni:
(1) è una funzione olomorfa su {\displaystyle {\mathcal {H}}};
(2) per ogni {\displaystyle z} in {\displaystyle {\mathcal {H}}} e per ogni matrice {\displaystyle \gamma =\left({\begin{array}{cc}a&b\\c&d\end{array}}\right)} in {\displaystyle {\text{SL}}_{2}(\mathbf {\mathbb {Z} } )} vale
{\displaystyle f\left({\frac {az+b}{cz+d}}\right)=(cz+d)^{k}f(z)}
(3) è olomorfa alla cuspide, cioè {\displaystyle f} deve essere olomorfa per {\displaystyle z\to i\infty } (cioè per {\displaystyle {\text{Im}}(z)\to +\infty }). Il termine cuspide è dovuto agli aspetti geometrici della teoria.
Il peso {\displaystyle k} è solitamente un numero intero e l'insieme delle forme modulari di peso {\displaystyle k} rispetto a {\displaystyle {\text{SL}}_{2}(\mathbf {\mathbb {Z} } )} è uno spazio vettoriale su {\displaystyle \mathbb {C} } e si indica con {\displaystyle {\mathcal {M}}_{k}({\text{SL}}_{2}(\mathbf {\mathbb {Z} } ))}.
La seconda condizione, detta anche condizione di modularità debole, può essere riformulata. Siano
{\displaystyle S=\left({\begin{array}{cc}0&-1\\1&0\end{array}}\right)}
{\displaystyle T=\left({\begin{array}{cc}1&1\\0&1\end{array}}\right)}
Poiché le matrici {\displaystyle T} e {\displaystyle S} generano il gruppo {\displaystyle {\text{SL}}_{2}(\mathbf {\mathbb {Z} } )}, allora la seconda condizione è equivalente alle due equazioni seguenti:
{\displaystyle f(-1/z)=z^{k}f(z)\,}
{\displaystyle f(z+1)=f(z)\,}
Dall'ultima delle due precedenti equazioni segue che le forme modulari sono funzioni periodiche di periodo 1 e ammettono quindi sviluppo in serie di Fourier. Da questo segue che per {\displaystyle k} dispari solo la funzione costantemente nulla soddisfa la seconda condizione.
A volte, invece di {\displaystyle {\text{SL}}_{2}(\mathbf {\mathbb {Z} } )}, si considera il gruppo modulare, cioè {\displaystyle {\text{PSL}}_{2}(\mathbf {\mathbb {Z} } )}, poiché così l'azione su {\displaystyle {\mathcal {H}}} è fedele.

### Sviluppo in serie di Fourier
Dalla condizione di periodicità delle forme modulari, segue che per ogni forma modulare {\displaystyle f} esiste uno sviluppo in serie di Fourier
{\displaystyle f(z)=\sum _{n=0}^{\infty }a_{n}q^{n},}
dove {\displaystyle q=e^{2\pi iz}}. I coefficienti {\displaystyle a_{n}} sono detti coefficienti di Fourier di {\displaystyle f} e lo sviluppo in serie è detto spesso, in questo contesto, {\displaystyle q}-sviluppo in serie di {\displaystyle f}.

### Forme cuspidali
Una forma cuspidale di peso {\displaystyle k} è una forma modulare {\displaystyle f} di peso {\displaystyle k} che alle tre precedenti condizioni aggiunge quella ulteriore di "annullarsi alla cuspide", cioè
(4) {\displaystyle a_{0}=0}
dove {\displaystyle a_{0}} è il primo coefficiente del {\displaystyle q}-sviluppo di {\displaystyle f}. L'insieme delle forme cuspidali è un {\displaystyle \mathbb {C} }-sottospazio vettoriale dello spazio delle forme modulari {\displaystyle {\mathcal {M}}_{k}({\text{SL}}_{2}(\mathbf {\mathbb {Z} } ))} e si indica con {\displaystyle {\mathcal {S}}_{k}({\text{SL}}_{2}(\mathbf {\mathbb {Z} } ))}.

### Condizioni di crescita
La condizione (3) della definizione di forma modulare è equivalente alla seguente condizione di crescita sui coefficienti {\displaystyle a_{n}} del {\displaystyle q}-sviluppo di una funzione {\displaystyle f} definita sul semipiano superiore complesso a valori nei numeri complessi che soddisfa le precedenti condizioni (1) e (2)
(3') esistono due costanti positive {\displaystyle C} e {\displaystyle b} tali che {\displaystyle |a_{n}|<Cn^{b}} per ogni {\displaystyle n>0}.
Questa condizione risulta fondamentale per generalizzare il concetto di forma cuspidale al contesto delle forme automorfe.

### Formule della dimensione
Utilizzando la teoria delle superfici di Riemann e il teorema di Riemann-Roch è possibile calcolare la dimensione degli spazi vettoriali delle forme modulari e cuspidali di peso {\displaystyle k}. Dato {\displaystyle k} intero, si ha
{\displaystyle \dim _{\mathbb {C} }({\mathcal {S}}_{k}({\text{SL}}_{2}(\mathbf {\mathbb {Z} } )))={\begin{cases}0&{\text{se }}k{\text{ dispari}}{\text{ oppure }}k<4\\\lfloor {\frac {k}{12}}\rfloor -1&{\text{se }}k\geq 4{\text{ e }}k\equiv 2\mod 12\\\lfloor {\frac {k}{12}}\rfloor &{\text{altrimenti}},\end{cases}}}
{\displaystyle \dim _{\mathbb {C} }({\mathcal {M}}_{k}({\text{SL}}_{2}(\mathbf {\mathbb {Z} } )))={\begin{cases}0&{\text{se }}k{\text{ dispari}}{\text{ oppure }}k<4\\\dim _{\mathbb {C} }({\mathcal {S}}_{k}({\text{SL}}_{2}(\mathbf {\mathbb {Z} } )))+1&{\text{altrimenti}},\end{cases}}}
dove {\displaystyle \lfloor \cdot \rfloor } è la funzione parte intera.

## La L-serie e il legame con le curve ellittiche
Ad ogni forma modulare è possibile associare una L-serie. Grazie al teorema di Taniyama-Shimura dimostrato da Andrew Wiles, sappiamo che ad ogni L-serie di una curva ellittica corrisponde una L-serie di una forma modulare.

### Le dimostrazioni conseguenti
Sulla corrispondenza tra curve ellittiche e forme modulari si basa (tra le altre) anche la dimostrazione dell'Ultimo teorema di Fermat, completata da Wiles nel 1995.